# 2024年J1最終節
2024年J1最終節では、2024年12月8日に行われた2024明治安田J1リーグ第38節（最終節）について記す。本項では特に、最終節の開始前時点で優勝の可能性のあるヴィッセル神戸（神戸）・サンフレッチェ広島（広島）・FC町田ゼルビア（町田）ならびに、J2リーグ降格圏の18位になる可能性のある柏レイソル（柏）・アルビレックス新潟（新潟）・ジュビロ磐田（磐田）の6クラブに絡む試合を中心に記す。

## 最終節までの経緯

### 第36節まで
このシーズンの序盤戦は、前年に就任しJ2優勝を果たした黒田剛の下で、ロングスローやクロスボールを多用した攻撃とDF昌子源、GK谷晃生といった日本代表経験者を揃えた守備陣により攻守のバランスの整った戦いができた町田がリーグを牽引し、これにFW大迫勇也、FW武藤嘉紀、MF山口蛍、DF酒井高徳の元日本代表カルテットを中心として成熟したサッカーを見せる神戸が続き、この2チームを鹿島・G大阪・名古屋・浦和・C大阪・広島らが追走する展開となる。その後は名古屋・浦和・C大阪が勝星を上げられず上位との差が広がる中で、鈴木優磨とチャヴリッチが得点を稼ぐ鹿島、FW大橋祐紀がゴールを量産する広島、リーグ最少失点の守備力が光るG大阪が上位戦線に残り、この5チームで終盤まで優勝争いを展開する。広島は夏場に大橋やMF川村拓夢が海外移籍でチームを離れるも、MFトルガイ・アルスランとFWゴンサロ・パシエンシアの獲得で穴埋めに成功、第23節から7連勝を含む11試合負けなしで第32節に町田との上位対決を制して首位浮上。勝利を重ねるもなかなか順位が上がらなかった神戸も、攻撃陣の駒が揃い始め、第26節からの8試合負けなしで急浮上すると第35節には首位を奪った。町田は第28節から第35節までの8試合で1勝4分3敗と大ブレーキがかかり優勝戦線から脱落したかと思われたが、終盤戦にかけて広島と神戸が勝ち点を伸ばしきれない状況となり、町田を含めた3クラブに優勝の可能性が残されていた。
一方の残留争いは、序盤は勝ち負けを繰り返していたものの、第24節の敗北をきっかけに降格圏を抜け出せず、第29節には最下位に転落したサガン鳥栖（鳥栖）が第34節に敗れた時点でJ2降格が決定。他には調子が不安定だった湘南ベルマーレや京都サンガF.C.なども残留争いに巻き込まれるが、湘南はポゼッションスタイルへの変更が功を奏して第20節から9勝3分5敗と巻き返しに成功して第36節で残留を確定、京都も夏にマルコ・トゥーリオやラファエル・エリアスなどの加入によって後半戦（第19節以降）は9勝4分4敗と湘南同様の巻き返しを見せ第36節で残留を確定。その一方で、この年のルヴァンカップで決勝に進む躍進を見せながらも、リーグ戦ではアタッキングサードでの攻撃の迫力と精度を欠き得点力不足に苦しむ新潟、終盤戦に入り4試合連続で後半アディショナルタイムに失点して勝ち点を取りこぼし続けた柏、ボール保持型の攻撃的サッカーが機能せず、終盤戦に向けて調子は上向きつつあるもなかなか勝ちきれない磐田、開幕から23試合でわずか2勝、8連敗を含む9戦未勝利と大きく低迷するも第24節からの7試合で5勝1分1敗と復調の気配を見せた北海道コンサドーレ札幌（札幌）が残留を争う形となり、第36節と未消化試合の終わった11月22日終了時点で15位新潟、16位柏、勝ち点5離れて17位磐田、18位札幌の4チームが降格の可能性を残すことになった。
| 順 | チーム                 | 試 | 勝 | 分 | 敗 | 得 | 失 | 差  | 点 | 出場権または降格    |
| -- | ---------------------- | -- | -- | -- | -- | -- | -- | --- | -- | ------------------- |
| 1  | ヴィッセル神戸         | 36 | 20 | 8  | 8  | 57 | 35 | +22 | 68 | ACLE2025/26出場     |
| 2  | サンフレッチェ広島     | 36 | 18 | 11 | 7  | 66 | 39 | +27 | 65 | ACLE2025/26出場     |
| 3  | FC町田ゼルビア         | 36 | 18 | 9  | 9  | 52 | 31 | +21 | 63 |                     |
|    |                        |    |    |    |    |    |    |     |    |                     |
| 16 | アルビレックス新潟     | 36 | 10 | 11 | 15 | 44 | 58 | −14 | 41 |                     |
| 17 | 柏レイソル             | 36 | 9  | 13 | 14 | 38 | 49 | −11 | 40 |                     |
| 18 | ジュビロ磐田           | 36 | 9  | 8  | 19 | 45 | 64 | −19 | 35 | J2リーグ 2025へ降格 |
| 19 | 北海道コンサドーレ札幌 | 36 | 8  | 10 | 18 | 41 | 61 | −20 | 34 | J2リーグ 2025へ降格 |
| 20 | サガン鳥栖 (R)         | 36 | 8  | 5  | 23 | 42 | 68 | −26 | 29 | J2リーグ 2025へ降格 |

### 第37節
迎えた第37節、優勝争い・残留争いに直接関係するのは以下の5試合（太字のチームが優勝及び残留に関わるチーム）。柏と神戸、広島と札幌は優勝及び残留争いにおいて大きな直接対決となった。
- 柏レイソル vs ヴィッセル神戸（三協フロンテア柏スタジアム）
- FC町田ゼルビア vs 京都サンガF.C.（町田GIONスタジアム）
- アルビレックス新潟 vs ガンバ大阪（デンカビッグスワンスタジアム）
- ジュビロ磐田 vs FC東京（ヤマハスタジアム）
- サンフレッチェ広島 vs 北海道コンサドーレ札幌（エディオンピースウイング広島）

首位神戸との勝ち点差が5あり、勝てなければ優勝の可能性がなくなる町田は、67分に左サイドのMF相馬勇紀が上げたクロスが相手のオウンゴールを誘発し先制に成功。これを守り切って勝利し、神戸の結果次第とはいえ、わずかながら優勝の可能性を残す。
| FC町田ゼルビア | 1 - 0    | 京都サンガF.C. |
| -------------- | -------- | -------------- |
| 67分 (o.g.)    | レポート |                |

逆に18位磐田との勝ち点差が6あり、引き分けでも残留の決まる新潟だったが、18分にG大阪DF黒川圭介を左サイドでフリーにさせてしまうと、クロスに合わせたMF山田康太に決められ先制を許す。自力残留のために1点の欲しかった新潟だが、G大阪の堅い守備の前に最後までゴールが奪えず、そのまま0−1で終了、今節での自力残留を決めることができなかった。
| アルビレックス新潟 | 0 - 1    | ガンバ大阪    |
| ------------------ | -------- | ------------- |
|                    | レポート | 山田康太 18分 |

逆転残留のためには少なくとも残り2試合を連勝する必要のある磐田は、前半からの一進一退の攻防を経た53分、ショートコーナーからMF東慶悟のクロスをDF安斎颯馬が決めてFC東京に先制を許し絶体絶命に追い込まれる。しかし77分にFC東京DF木本恭生が一発退場になると、直後のフリーキックからMFマテウス・ペイショットが決めて磐田が同点に追いつく。さらに84分に磐田MF藤川虎太朗のシュートがFC東京DF中村帆高のハンドを誘ってPKを獲得。このPKを、今季限りでの引退を発表していた山田大記がしっかり決めて勝ち越し。試合はそのまま終了し、残留へ望みを繋ぐ勝利となった。この結果により、新潟の残留は最終節に持ち越しとなった。
| ジュビロ磐田                                         | 2 - 1    | FC東京        |
| ---------------------------------------------------- | -------- | ------------- |
| - マテウス・ペイショット 80分 - 山田大記 89分 (pen.) | レポート | 安斎颯馬 53分 |

優勝争いと残留争いの両方に絡む2試合のうち、11月30日に行われた柏vs神戸は、前半5分に柏MF手塚康平のコーナーキックにFW木下康介が合わせていきなり先制点を奪い、残留へ一歩前進する。その後もACLE帰りでターンオーバーを敢行した神戸相手に攻勢を強めるが追加点は奪えず、逆に後半終了間際の柏DFジエゴのペナルティエリア内でのプレーがVARの介入によってファウルの判定となりPKを献上。さらに2枚目のイエローカードによって退場になってしまう。しかしこのPKを大迫勇也が上方に大きく外しPK失敗。柏にとっては命拾いしたと思ったのも束の間、90＋10分に武藤嘉紀に押し込まれるもオフサイドの判定。しかしここで再びVARが介入し、オンサイドの判定に覆って万事休す。これで柏は5試合連続のアディショナルタイムでの失点となり、得失点差でアドバンテージがあるものの、残留確定とはならなかった。一方神戸はこの日町田が勝利したため、優勝争いは最終節に持ち込まれることが確定した。
| 柏レイソル   | 1 - 1    | ヴィッセル神戸   |
| ------------ | -------- | ---------------- |
| 木下康介 5分 | レポート | 武藤嘉紀 90+10分 |

11月30日に行われた試合の結果、柏・新潟と札幌との勝ち点差が7となり、試合前の時点で札幌のJ2降格が確定。一方で神戸が引き分けて勝点1の上積みに留まったため、広島は勝てば勝点差1で最終節を迎えることができるホーム最終戦に臨んだ。試合は前半8分にMF東俊希のアーリークロスにFW加藤陸次樹が合わせて広島が先制。札幌も前半42分に右ポケットに展開したMF近藤友喜の折り返しをFW鈴木武蔵が決めて同点に追いつくが、前半アディショナルタイムにMF東がフリーキックを決めて広島が勝ち越すと、後半に入って55分にトルガイ・アルスランがPKで加点すると、79分と87分にはピエロス・ソティリウが決めて勝負あり。勢いの付く形でホーム最終戦を勝利し、逆転優勝に望みをつないだ。
| サンフレッチェ広島                                                                                    | 5 - 1    | 北海道コンサドーレ札幌 |
| --- | -------- | ---------------------- |
| - 加藤陸次樹 5分 - 東俊希 45+2分 - トルガイ・アルスラン 71分 (pen.) - ピエロス・ソティリウ 79分, 87分 | レポート | 鈴木武蔵 42分          |

以上の結果、J1の優勝争いは2014年シーズン以来10年ぶりに3チームが優勝の可能性を残し、一方の残留争いも3チームで残留1枠を争う形となった。
| 順 | チーム                     | 試 | 勝 | 分 | 敗 | 得 | 失 | 差  | 点 | 出場権または降格    |
| -- | -------------------------- | -- | -- | -- | -- | -- | -- | --- | -- | ------------------- |
| 1  | ヴィッセル神戸             | 37 | 20 | 9  | 8  | 58 | 36 | +22 | 69 | ACLE2025/26出場     |
| 2  | サンフレッチェ広島         | 37 | 19 | 11 | 7  | 71 | 40 | +31 | 68 | ACLE2025/26出場     |
| 3  | FC町田ゼルビア             | 37 | 19 | 9  | 9  | 53 | 31 | +22 | 66 |                     |
|    |                            |    |    |    |    |    |    |     |    |                     |
| 16 | 柏レイソル                 | 37 | 9  | 14 | 14 | 39 | 50 | −11 | 41 |                     |
| 17 | アルビレックス新潟         | 37 | 10 | 11 | 16 | 44 | 59 | −15 | 41 |                     |
| 18 | ジュビロ磐田               | 37 | 10 | 8  | 19 | 47 | 65 | −18 | 38 | J2リーグ 2025へ降格 |
| 19 | 北海道コンサドーレ札幌 (R) | 37 | 8  | 10 | 19 | 42 | 66 | −24 | 34 | J2リーグ 2025へ降格 |
| 20 | サガン鳥栖 (R)             | 37 | 9  | 5  | 23 | 45 | 68 | −23 | 32 | J2リーグ 2025へ降格 |

## 最終節
迎えた最終節は全10試合が12月8日14時の一斉開催となる。優勝争い・残留争いに直接関係するのは以下の6試合（太字のチームが優勝及び残留に関わるチーム）。直接対決はなく、全て異なる試合を戦うことになった。
- ヴィッセル神戸 vs 湘南ベルマーレ（ノエビアスタジアム神戸）
- ガンバ大阪 vs サンフレッチェ広島（パナソニックスタジアム吹田）
- 鹿島アントラーズ vs FC町田ゼルビア（茨城県立カシマサッカースタジアム）
- 北海道コンサドーレ札幌 vs 柏レイソル（大和ハウス プレミストドーム）
- 浦和レッズ vs アルビレックス新潟（埼玉スタジアム2002）
- サガン鳥栖 vs ジュビロ磐田（駅前不動産スタジアム）

### 優勝決定条件
神戸・広島・町田の優勝決定条件は以下のとおり。広島が得失点差で神戸・町田を大きく上回っていたことから、得失点差で逆転するケースは割愛した。
神戸
- 勝てば他チームに関係なく優勝
- 引き分けの場合は広島が引き分け以下で優勝
- 敗れた場合は広島が負けた上で町田が引き分け以下なら優勝。

広島
- 勝利の上で神戸が引き分け以下なら優勝。
- 引き分けて神戸が敗戦かつ町田が引き分け以下の場合優勝。

町田
- 勝利し神戸と広島が共に敗戦の場合のみ優勝。

神戸のみが自力での優勝の可能性を有するものの、仮に神戸が引き分け以下の場合は得失点差で有利な広島に引き分け以上で逆転優勝の可能性が生じる一方で、町田は神戸・広島の敗戦待ちという形になり苦しい状況に追い込まれた。しかし、神戸はミッドウィークにACLE浦項スティーラース戦、広島はACL2東方足球隊戦を戦っており、コンディション的には中7日の町田が最も優利ではあった。

### 残留決定条件
柏・新潟・磐田の残留決定条件は以下のとおり。
柏
- 引き分け以上で他チームに関係なく残留。
- 敗れた場合は「新潟が敗戦かつ得失点差で逆転されない」もしくは「磐田が引き分け以下もしくは磐田が勝利しても得失点差で逆転されない」時に残留。

新潟
- 引き分け以上で他チームに関係なく残留。
- 敗れた場合は「柏が敗戦かつ得失点差で逆転されない」もしくは「磐田が引き分け以下もしくは磐田が勝利しても得失点差で逆転されない」時に残留。

磐田
- 勝利した上で柏または新潟が敗れ、かつ得失点差で上回れば残留。

磐田は勝利必須という条件ながら、得失点差が新潟と接近しており、加えて磐田は最下位の鳥栖との対戦、新潟は対戦成績の良くない浦和戦とあって、逆転残留の可能性を十分に残す状況となった。

### 前半
最初に試合が動いたのは前半5分。カシマでは5分に中盤で体を張った鹿島FW鈴木優磨のスルーパスに反応したFW師岡柊生がペナルティエリア左の角度のないところから放ったシュートがゴール右ポストに当たってゴールインし鹿島が先制。ほぼ同じ頃、札幌では札幌MF駒井善成の縦パスからMF浅野雄也を経由してFW鈴木武蔵がMF近藤友喜へのスルーパスを通すと近藤は柏GK松本健太をステップで交わし無人のゴールに流し込み札幌が先制する。
パナスタでは13分、G大阪MF鈴木徳真の右コーナーキックは一旦は広島守備陣にクリアされたものの、こぼれ球を拾ったMF山田康太の縦パスに抜け出したがFWウェルトンの折り返しのパス受けたFW坂本一彩がワンタッチで押し込み、G大阪が先制する。
次に各地で試合が動いたのは16分。カシマでは鹿島FW師岡のスルーパスに反応したMF樋口雄太が抜け出し、左足を振り抜いて2点目。町田は序盤で2点を追いかける展開となる。同じ頃鳥栖では、鳥栖MF中原輝のスルーパスに反応したFW富樫敬真が落ち着いて決めて鳥栖が先制。
さらに17分にはノエスタで神戸FW宮代大聖がゴールネットを揺らすも、こちらは惜しくもオフサイドの判定。しかし26分、神戸DF酒井高徳が上げたクロスにFW武藤嘉紀が頭で合わせ、湘南GK上福元直人がセーブしたボールがポストに当たり、こぼれ球を宮代が押し込んで先制に成功する。
鳥栖では30分、ペナルティエリア内でスルーパスを受けた鳥栖FWマルセロ・ヒアンが決めて、磐田は前半から2点を追いかける苦しい展開となる。
カシマでは23分に町田MF相馬勇紀のコーナーキックを町田DFドレシェヴィッチがニアでフリックすると、これを町田MF下田北斗が決めて町田が1点を返すも、前半アディショナルタイムに鹿島FW鈴木が詰めてきた町田DF昌子源の股を通してペナルティエリア内に侵入、そのまま決められ3点目を奪われる。
ノエスタでは43分、神戸GK前川黛也のロングキックを大迫勇也が頭で前に送るとこれを佐々木大樹がワンタッチでラストパスを出し、最後は武藤が押し込んで追加点。神戸にとっては大きな2点のリードとなった。
埼スタでは、この年限りで現役引退を決めたFW興梠慎三を中心に序盤から浦和にボールを保持される展開となった新潟がショートカウンター狙いの戦術にシフトするがお互いに得点を挙げることができない。
このまま前半が終了、優勝争いは神戸が2点リードの一方で広島・町田が追いかける展開となり、残留争いは磐田が2点ビハインドで前半を終えることとなった。

### 後半
後のなくなった磐田は後半頭からMF山田大記、FWマテウス・ペイショットを投入、さらに56分にはMF藤川虎太朗を投入し攻撃を活性化させて得点を奪いにいくものの逆に60分、鳥栖MFヴィキンタス・スリヴカがカットしたボールがFWマルセロ・ヒアンに繋がり、ペナルティエリア内左から持ち込み3点目を挙げる。
ノエスタでは70分、神戸DF酒井高徳のロングスローの流れからMF扇原貴宏が豪快なミドルシュートを蹴り込んで決定的な3点目を挙げる。
一方パナスタでは、広島のリスクをかけた攻撃をG大阪がカウンターに持ち込む場面が続くが、81分にフリーキックの流れからDF中谷進之介が詰めてG大阪が追加点を挙げると、89分には坂本にこの日2点目を奪われ万事休す。アディショナルタイムに入って加藤陸次樹が1点を返すもこのままタイムアップを迎えた。
その他の会場でも点差は動かず、神戸が昨シーズンの勢いそのままにリーグ連覇を達成し、天皇杯と合わせて2冠を達成した。広島はあと一歩届かず、町田も優勝こそできなかったがJ1昇格初年度ながら大健闘を見せた。柏や新潟はシーズン終盤に勝ち切れない試合が多く、最終節も勝利できなかったが磐田の結果により何とか残留した一方で、磐田は1年でJ2に逆戻りとなった。
| 順 | チーム                     | 試 | 勝 | 分 | 敗 | 得 | 失 | 差  | 点 | 出場権または降格    |
| -- | -------------------------- | -- | -- | -- | -- | -- | -- | --- | -- | ------------------- |
| 1  | ヴィッセル神戸 (C, Q)      | 38 | 21 | 9  | 8  | 61 | 36 | +25 | 72 | ACLE2025/26出場     |
| 2  | サンフレッチェ広島 (Q)     | 38 | 19 | 11 | 8  | 72 | 43 | +29 | 68 | ACLE2025/26出場     |
| 3  | FC町田ゼルビア             | 38 | 19 | 9  | 10 | 54 | 34 | +20 | 66 |                     |
|    |                            |    |    |    |    |    |    |     |    |                     |
| 16 | アルビレックス新潟         | 38 | 10 | 12 | 16 | 44 | 59 | −15 | 42 |                     |
| 17 | 柏レイソル                 | 38 | 9  | 14 | 15 | 39 | 51 | −12 | 41 |                     |
| 18 | ジュビロ磐田 (R)           | 38 | 10 | 8  | 20 | 47 | 68 | −21 | 38 | J2リーグ 2025へ降格 |
| 19 | 北海道コンサドーレ札幌 (R) | 38 | 9  | 10 | 19 | 43 | 66 | −23 | 37 | J2リーグ 2025へ降格 |
| 20 | サガン鳥栖 (R)             | 38 | 10 | 5  | 23 | 46 | 68 | −22 | 35 | J2リーグ 2025へ降格 |

## 試合結果
| ヴィッセル神戸                                  | 3 - 0    | 湘南ベルマーレ |
| ----------------------------------------------- | -------- | -------------- |
| - 宮代大聖 26分 - 武藤嘉紀 43分 - 扇原貴宏 70分 | レポート |                |

| ガンバ大阪                              | 3 - 1    | サンフレッチェ広島 |
| --------------------------------------- | -------- | ------------------ |
| - 坂本一彩 13分, 89分 - 中谷進之介 81分 | レポート | 加藤陸次樹 90+3分  |

| 鹿島アントラーズ                                 | 3 - 1    | FC町田ゼルビア |
| ------------------------------------------------ | -------- | -------------- |
| - 師岡柊生 5分 - 樋口雄太 16分 - 鈴木優磨 45+2分 | レポート | 下田北斗 23分  |

| 北海道コンサドーレ札幌 | 1 - 0    | 柏レイソル |
| ---------------------- | -------- | ---------- |
| 近藤友喜 5分           | レポート |            |

| 浦和レッズ | 0 - 0    | アルビレックス新潟 |
| ---------- | -------- | ------------------ |
|            | レポート |                    |

| サガン鳥栖                                    | 3 - 0    | ジュビロ磐田 |
| --------------------------------------------- | -------- | ------------ |
| - 富樫敬真 16分 - マルセロ・ヒアン 30分, 60分 | レポート |              |

### 注記
1. 1 2 3  AFCチャンピオンズリーグエリート2024/25でJリーグクラブが優勝の場合は当該クラブがACLEに出場し、J1 3位のクラブはACLEに出場しない[11]。